# Athletic Club ajaccien
Ne doit pas être confondu avec Gazélec Football Club Ajaccio.
Pour les articles homonymes, voir ACA.
 (juillet 2022).
Si vous disposez d'ouvrages ou d'articles de référence ou si vous connaissez des sites web de qualité traitant du thème abordé ici, merci de compléter l'article en donnant les références utiles à sa vérifiabilité et en les liant à la section « Notes et références ».
Maillots
Actualités
Dernière mise à jour : 1er août 2025.
L'Athletic Club ajaccien, couramment appelé AC Ajaccio ou ACA, est un club de football français fondé en 1910 à Ajaccio.
L'équipe première évolue actuellement en troisième division après une rétrogradation à la fin de la saison 2024-2025, et est entraînée par Thierry Debès. De retour après 7 ans d’absence, Alain Orsoni en a été deux fois le président, il a laissé sa place en 2023 à Daniele Buffano, qui s’est lui même retiré pour laisser sa place à Jean-Noël Fattacioli. Le 24 juin 2025, le club est rétrogradé administrativement en National (troisième division française).
L'AC Ajaccio a remporté deux titres de champion de France de Ligue 2 en 1967 et 2002 et un titre de champion de France amateur (National) en 1998. Il dispute ses matches à domicile au stade Michel-Moretti, à Ajaccio. Il a accédé quatre fois à la première division, en 1967 (six saisons), en 2002 (quatre saisons), en 2011 (trois saisons) et en 2022, y disputant 14 saisons au total.  
Le club a abrité et formé quelques gloires du football français. Les plus connus sont Marius Trésor, 65 sélections (au club entre 1969 et 1972 et formé au club) et Dominique Baratelli, 21 sélections (au club entre 1967 et 1971). Il est aussi le premier club corse professionnel, à obtenir un titre professionnel et à jouer en Ligue 1.

## Histoire

### Les débuts de l'ACA (1910-1930)
L'Athletic Club Ajaccio voit le jour en 1910. Les couleurs adoptées sont le blanc et rouge. Après avoir utilisé le terrain vague des Sablières où la promiscuité du dépôt d'ordures emplit parfois l'air de vapeurs pestilentielles, c'est au stade Jean-Lluis (beau-père du président de l'ACA, Louis Baretti) que le club élit domicile jusqu’en 1969. Cette enceinte dispose d’environ 5 000 places. Par la suite, le club déménagera dans son stade actuel de Timizzolu.
L'ACA est le premier club insulaire à devenir champion de Corse, en 1920. Un titre âprement défendu par les Acéistes qui sont également champions en 1921. Dans ces années-là, l'AC est le deuxième plus grand club de Corse, il remporte 8 titres de champion de Corse en 1920, 1921, 1934, 1939, 1948, 1950, 1955 et 1964.
L'ACA trouve son emblème en 1919 lors d'un match sur la place Diamant face à la marine anglaise. Martin Baretti, joueur blanc et rouge à cette époque, marque l'unique but de la rencontre pour son équipe. À la suite de cela, plusieurs supporteurs scandent « Martin ! Martin ! » puis « À l'ours ! À l'ours ! » faisant référence notamment à son physique grand et costaud et à sa grande pilosité. Martin Baretti devient un symbole de toute une génération de joueurs mais aussi du club de l'ACA. Les Ajacciens deviennent les « Ours d'Ajaccio » et quelques mois plus tard, un ours apparaît sur le maillot acéiste.

### Les derbys et les titres (1930-1955)
Dans les années 1930, les matchs contre le SC Bastia sont particulièrement violents. Puis, avec la naissance du FC Ajaccio, les derbys ajacciens deviennent également âpres et décousus. Les arbitres sont souvent dépassés par les événements. À plusieurs reprises, l'ACA menace de se retirer des compétitions organisées par la Ligue Corse de Football. Ce sera d'ailleurs chose faite juste avant la seconde guerre mondiale. Le public déserte les stades. Après la guerre, le club retrouve son lustre d'antan et son rang de premier club corse. Les titres s'enchaînent (championnat de Corse et coupe de Corse). En 1948, l'ACA remporte un grand tournoi international en Tunisie, la coupe Raoul-Bonan. C'est le premier titre remporté par un club corse en dehors des frontières de l'île. C'est l'âge d'or du club ajaccien à l'échelon amateur, avec des joueurs tels de Gentili, Borodine, Federicci, Marcaggi, Pieri, Cristofari ou Piras. La supériorité de l'« Ours » est incontestable dans toute l'île.
À la fin des années 1950, le football corse est en crise. Les stades sont de moins en moins garnis, les derbys se terminent la plupart du temps en bagarre et les arbitres sont de plus en plus contestés. L'éternelle question de la fusion entre l'ACA et le FCA est une nouvelle évoquée. On évoque même un rapprochement avec un autre club ajaccien : l'OA. Mais en 1960, le FCA fusionne avec l'équipe corporative de l'EDF, et devient le GFCA. Avec désormais des moyens bien supérieurs, le GFCA accède en CFA et plonge dans l'ombre son rival acéiste pour quelques années.
Au début des années 1960, alors que le GFCA brille dans le championnat CFA, les dirigeants ajacciens tentent à leur tour de faire franchir un palier au club acéiste en recrutant une star international au poste d'entraîneur-joueur : Ernst Stojaspal. Après deux années, les résultats ne sont pas vraiment au rendez-vous. Puis, en 1965, les dirigeants décident de saisir l'opportunité de faire basculer le club dans le professionnalisme. C'est la fin de l'amateurisme. Une ère nouvelle commence pour le club.

### Premières saisons professionnelles (1965-1974)

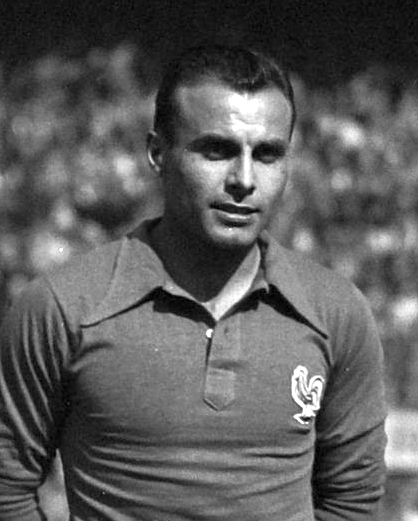
Louis Hon débarque à l'ACA en 1970.

L'ACA vient au professionnalisme en 1965 grâce à une équipe de dirigeants ambitieux. Le club symbolisé par un ours blanc prend alors un ascendant important sur son rival du Gazélec qui végète chez les amateurs. Le club est invité à prendre part au championnat professionnel de deuxième division, à la suite de dépôts de bilan de plusieurs équipes. Les deux premières saisons dans le monde professionnel sont tout à fait remarquables, avec des joueurs comme Touré, Sansonetti, Marcialis, Vannucci. L'entraîneur argentin Alberto Muro permet à son équipe de réaliser de remarquables performances avec de petits moyens. Après un maintien facile lors de la première saison, l'AC Ajaccio accède à l'élite en 1967. Il s'agit alors du premier club corse à devenir champion de France d'un championnat professionnel et à accéder à la première division.
En 1968, le chanteur Antoine fan de l'ACA a écrit la chanson Le Match De Football à la suite de la montée du club en D1.
L'ACA passe ensuite six années en première division, et accueille en son sein de grands joueurs, comme Dominique Baratelli, Marius Trésor, François M'Pelé, Claude Le Roy, Régis Dortomb, René Le Lamer, Rolland Courbis, Albert Vannucci, Étienne Sansonetti, etc. Face à une affluence croissante, le club est forcé de se mettre aux normes concernant ses installations sportives. En 1968, le vieux stade Jean-Lluis est abandonné au profit du stade de Timizzolo, qui deviendra ensuite François-Coty. C'est lors de cette période que le record d'affluence du club est atteint, le 1er décembre 1968, avec 14 421 spectateurs pour le derby contre le SC Bastia, en 1968.
En 1970-1971, après le départ d'Alberto Muro, l'ACA nomme Louis Hon au poste d'entraîneur. Ce dernier constitue, sur le tard, une équipe particulièrement jeune et solide. L'ACA parvient à accrocher une 6e place au terme d'un championnat réussi. Sans le savoir le club vient sans doute de laisser passer sa chance européenne. Cette saison là, l'ACA s'est particulièrement illustré contre son rival, le SC Bastia, s'imposant 6 à 1 au match aller (avec un quadruplé de Régis Dortomb) et 4 à 1 au match retour (avec un quadruplé de François M'Pelé).
Ensuite, l'ACA vend Marius Trésor à l'Olympique de Marseille, mais cela ne suffit pas à remplir les caisses. Le club connaît quelques difficultés financières et tentent de se rapprocher de son grand rival, le GFCA, afin de fusionner. Mais les arguments des dirigeants acéistes seront rejetés par ceux du GFCA, et plus particulièrement d'Ange Casanova, qui refuse le professionnalisme. L'ACA, et même sans doute au-delà, la ville d'Ajaccio, vient encore une fois de laisser passer sa chance pour la création d'un grand club.
Logiquement, en 1973, le club est relégué de D1, puis il fait faillite en 1975, ce qui le fait redescendre en DH. Lors de la saison 1974-1975, le club ne joue que les trois premières journées du championnat de deuxième division, avant de déposer le bilan.

#### La fusion ratée du GFCA et de l'ACA (1972)
En 1972, l'AC Ajaccio est l'objet de problèmes financiers à la suite d'erreurs dans la gestion des comptes du club. Alors, les dirigeants de l'ACA pensent à leurs rivaux du Gazélec Ajaccio afin de conserver le club parmi l'élite. En mai 1972, les deux camps entrent en contact réel avec du côté de la délégation du Gazélec, Claude Lévy, Mathieu Armani ou encore le docteur Colonna d'Istria et du côté acéiste Jean Ferracci, Simon Cruciani et Jean-Étienne Alexandre. Les deux clubs trouvent un accord de principe pour fusionner, cependant les dirigeants du Gazélec refusent le professionnalisme et préfèrent les compétitions amateurs de la troisième division. À la suite de l'impossibilité économique d'avoir en même temps une équipe en première division et une autre en troisième, la fusion tombe à l'eau. En outre, la volonté de mettre en avant les valeurs et mérites du football amateur aura conduit les dirigeants du club à décliner la proposition de la mairie d’Ajaccio de se rapprocher de l’ACA.

### "Da l'Infernu à u Paradisu"  (1992-1998)
En mai 1992, une nouvelle équipe dirigeante prend en main la destinée de l’ACA. En effet, les nouveaux dirigeants Michel Moretti, Alain Orsoni, Antoine Antona et d’autres se lancent un pari fou : faire en sorte que l’« Ours » retrouve la Ligue 1 en dix ans. Pour cela, l’ACA va s’en donner les moyens et réussir. Baptiste Gentili est nommé entraîneur, avec une ancienne gloire du club, Albert Vannucci. Sous ses ordres, l'ascension de l'ACA sera rapide :
- 1993 : champion de PH
- 1994 : champion de DH
- 1996 : champion de National 3
- 1997 : champion de National 2
- 1998 : champion de National

Il faut dire que les dirigeants parviennent, lors de cette fulgurante ascension, à attirer des joueurs de niveau professionnel, comme les Polonais Kaczmarek et Rzepka, José Moralès, César Nativi, David Faderne, Richard Bernaud, Cyril Granon. Un partenariat avec l'AS Monaco est signé, de sorte que de nombreuses joueurs en devenir sont prêtés à Ajaccio, comme Nicolas Bonnal ou Dado Prso.

### Stabilisation en Division 2 (1998-2002)
En quatre ans, le club retrouve le professionnalisme quitté en 1975 et tient ainsi son pari incroyable d’installer le club en Ligue 1, 10 ans seulement après l’avoir fait renaître de ses cendres. En Ligue 2, le club connaît de bons résultats en milieu de tableau, notamment grâce à un partenariat avec l'AS Monaco qui lui permet de bénéficier du prêt de plusieurs joueurs (comme Dado Pršo ou Sébastien Squillaci).
Michel Moretti, président du club depuis 1995, est l'homme à qui l'ACA doit son retour en professionnel. Le stade François-Coty est rénové entièrement à l'occasion des montées successives du club.

### Deuxième accession en Ligue 1 puis retour en Ligue 2 (2002-2010)

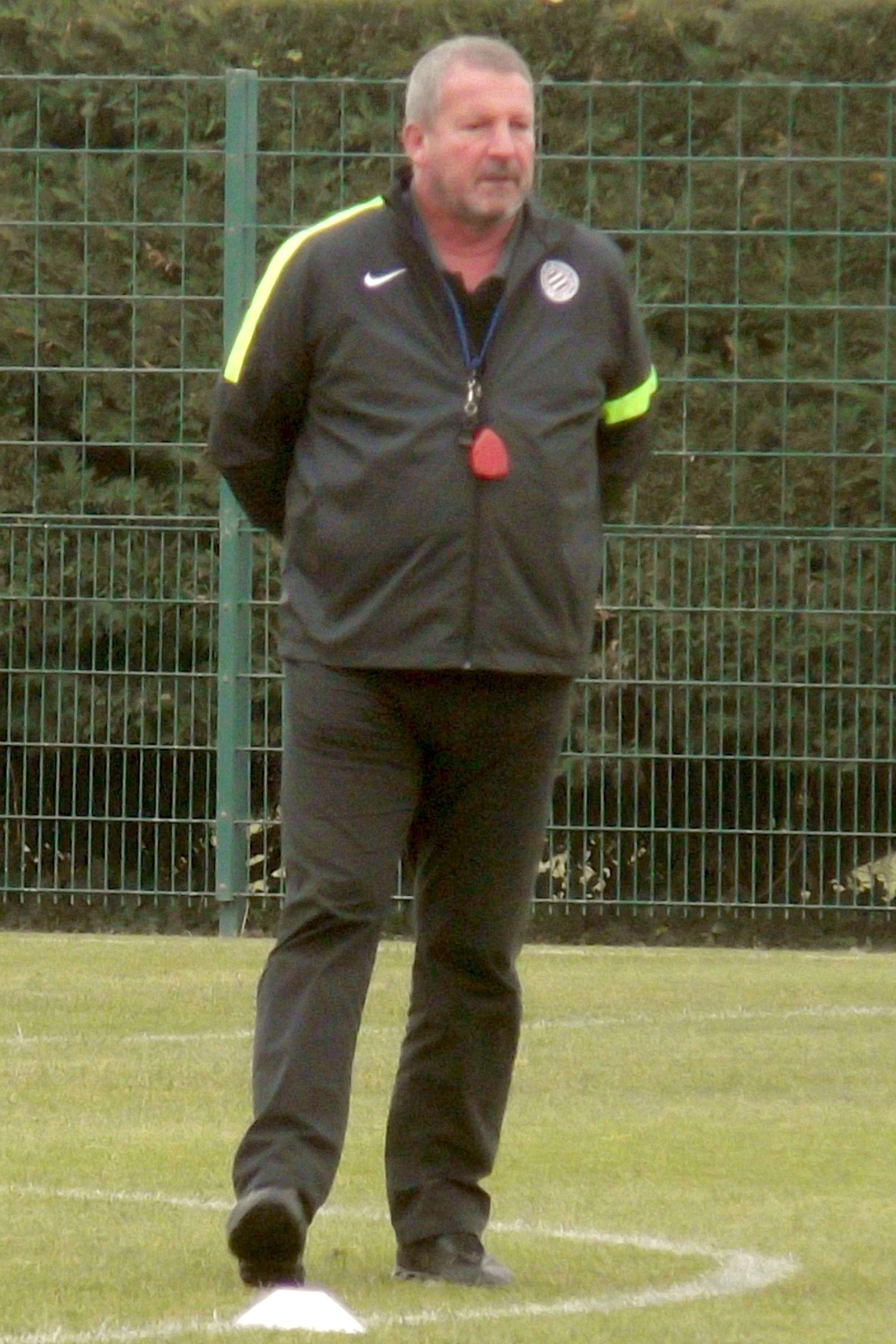
Le technicien français Rolland Courbis a permis à l'ACA de se maintenir en Ligue 1 en 2005.

En 2001, l'AC Ajaccio change d'entraîneur et recrute Rolland Courbis. Le technicien marseillais réalise des miracles et le club remonte en remportant le championnat. Les déboires judiciaires de Courbis rendent difficile la première saison (où son adjoint Dominique Bijotat prend un temps le relais). Mais l'essentiel est assuré avec le maintien grâce à une 17e place. Les trois saisons suivantes seront difficiles, avec plusieurs changements d’entraîneur (Bijotat, Pantaloni, Courbis, Pasqualetti) et un meilleur classement de 14e en 2005. L'année suivante, le club termine 18e et redescend en L2.
Le retour en Ligue 2 est difficile, pour la saison 2006-2007 l'entraineur néerlandais Rudi Krool est nommé mais le club ne parvient pas a réaliser la remontée immédiate et s'en va en mai 2007. À l'été 2007, Gernot Rohr est nommé mais partira l'année d'après après une saison en dents de scies. De plus, son emblématique président, Michel Moretti est atteint d'un cancer et se suicide le 31 mars 2008. Alain Orsoni lui succède. Le club se maintient difficilement en 2009 (16e).

### Troisième accession à la Ligue 1 (2011-2014)

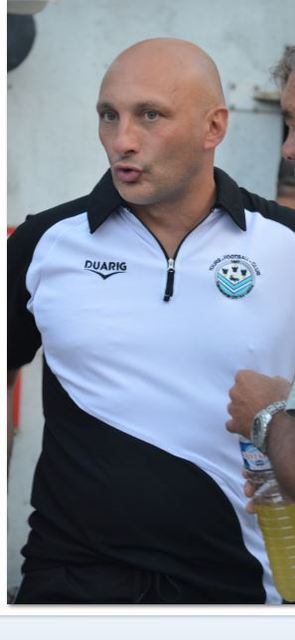
Le technicien français Olivier Pantaloni a fait remonter l'ACA en Ligue 1 en 2011.

Deux ans après le décès du président Michel Moretti, sous l’impulsion d'Olivier Pantaloni qui avait pris la suite de José Pasqualetti, le club réalise une excellente saison, termine 2e et remonte en Ligue 1, 5 ans après la descente. Le club révèle de nombreux jeunes comme Paul Lasne, Andy Delort, Benjamin André, et s'appuie sur des joueurs insulaires à fort tempérament, comme Johan Cavalli, Jean-Baptiste Pierazzi et Anthony Lippini. Parmi les joueurs cadres de cette accession, nous trouvons aussi Jean-François Rivière, Thierry Debès, Yoann Poulard et Richard Socrier.
L'accession est actée lors de la dernière journée de championnat, et après une victoire acquise au stade des Costières de Nîmes (1-2), avec un doublé de Jean-François Rivière. Vice-champions de France de Ligue 2, les acéistes sont accueillis par 1500 supporters qui les attendaient à 3 heures du matin à l'aéroport d'Ajaccio. À l'intersaison, le club corse recrute le gardien mexicain, Ochoa, véritable star médiatique en Amérique latine, qui découvre alors l'Europe.
Lors de la dernière journée de Ligue 1, l'ACA, dans la zone rouge, décroche une victoire contre Toulouse. L'« Ours » se sauve grâce à un doublé de Cavalli. Le club corse remonte à la 16e place du championnat en gagnant 2-0 et reste en première division. La saison 2012-2013 se fera donc avec le retour du derby corse du fait de la montée du SC Bastia et le maintien de l'AC Ajaccio en Ligue 1.
L'intersaison 2012 est marquée par le départ d'Olivier Pantaloni l'homme de la remontée. C'est l'ancien entraîneur brestois Alex Dupont qui le remplace. De nouveaux joueurs arrivent: Sigamary Diarra du FC Lorient, Chahir Belghazouani de Zulte Waregem (BEL), Ricardo Faty de l'Aris Salonique (GRE), Oumar Sissoko du FC Metz, et surtout la star roumaine Adrian Mutu ancien de Chelsea, de la Juve et de la Fiorentina en provenance du club italien de l'AC Cesena. Le buteur Roumain réussira sa saison avec 11 buts marqués en 27 matchs.
La première partie de saison est difficile ce qui provoque l'eviction d'Alex Dupont au profit de l'ancien entraineur marseillais Albert Emon. Le mercato est aussi marqué par les arrivées conjuguées de Ronald Zubar du club anglais de Wolverhampton, de Mathieu Chalmé en prêt des Girondins de Bordeaux et de Dennis Oliech de l'AJ Auxerre.
Le club se maintiendra de justesse avec 40 points et finira 17e. Sa mission accomplie Albert Emon quittera ses fonctions en mai 2013.
En juin 2013, le club annonce la nomination au poste d'entraîneur de l'italien Fabrizio Ravanelli, ancien attaquant de l'Olympique de Marseille, accompagné de son adjoint Giampiero Ventrone. Malgré de nombreuses arrivées et de nouvelles méthodes de travail, le début de saison est décevant : 1 seule victoire après 13 journées de championnat. Le 2 novembre 2013, après une septième défaite en Ligue 1 face à Valenciennes et 7 points pris en 12 matches, l'entraîneur acéiste est limogé. Pour lui succéder, le directeur du centre de formation, Christian Bracconi, est nommé afin de tenter de maintenir une équipe acéiste bien mal engagée en Ligue 1. Adrian Mutu, un des meilleurs joueurs du club la saison dernière, quittera l'ACA durant le mercato d'hiver. À la suite de cette saison, l'ACA est relégué en Ligue 2 où il retrouvera le club rival du GFC Ajaccio. C'est la première fois en France que deux clubs professionnels d'une même ville de province jouent, à ce niveau, dans la même division.

### Retour en Ligue 2 (2014-2022)
Après trois saisons en Ligue 1, l'ACA est relégué en Ligue 2 au terme de la saison 2013-2014. Le club est contraint de se séparer de ses meilleurs joueurs, comme Guillermo Ochoa, l'international mexicain, Benjamin André ou Paul Lasne. Le retour en ligue 2 s'avère difficile et l'entraîneur Christian Bracconi est démis de ses fonctions en octobre et remplacé par Olivier Pantaloni. L'ACA termine finalement la saison 2014-2015 à la 17e place. Dans le derby ajaccien entre l'ACA et le GFCA, la rencontre aller est remportée par l'ACA deux buts à zéro au stade Ange-Casanova, le match retour est dominé par les Gaziers qui s'imposent trois buts à zéro. La saison 2015-2016 est aussi compliqué que celle d'avant puisque le club termine à la 17e place. Il fut 13 fois relégables et n'a jamais été placé au-dessus de la 10e place. Par contre, le club passe une saison 2016-2017 plus tranquille en terminant à la 11e place. En 2017-2018, l'AC Ajaccio termine troisième de la saison régulière de Ligue 2 derrière le Stade de Reims et le Nîmes Olympique. Cela permet au club d'accéder au match de barrage qu'il dispute contre Le Havre AC à domicile au stade François-Coty, la vainqueur affrontant ensuite le 18e de la Ligue 1. Après avoir éliminé le club normand, l'ACA affronte le Toulouse FC et perd les deux rencontres, ce qui contraint le club de rester une saison de plus en Ligue 2.
Lors de la saison 2019-2020, l'AC Ajaccio réalise une nouvelle saison prometteuse. Classé troisième après 28 journées disputées à un point du RC Lens et à deux points du FC Lorient, le club est stoppé dans son élan par la crise du Covid-19 et l'arrêt du championnat. Malgré des recours pour disputer les barrages d'accession, ceux-ci sont annulés et seuls les deux premiers accèdent à la Ligue 1. En dépit du contexte, Johan Cavalli se tient à sa décision et met un terme à sa carrière au terme de cette saison. Le 20 juin 2020, le club annonce que Kévin Lejeune raccroche également les crampons et rejoint le FC Metz pour y devenir team manager.

### Quatrième accession en Ligue 1 (2022-2023)
Après avoir raté d'un rien deux fois l'accession, en 2018 et 2020, l'ACA retrouve pourtant la Ligue 1 en mai 2022, au terme d'un championnat exaltant au cours duquel les acéistes vont établir plusieurs records historiques. Olivier Pantaloni s'appuie cette saison là sur un effectif peu remanié, renforcé simplement par des joueurs comme Gonzalez, Krasso ou Vidal. Champions d'automne à la trêve, les Ajacciens connaissent ensuite un léger passage à vide avant de terminer le championnat pied au plancher. Le 14 mai 2022, face au champion Toulouse, les joueurs d'Olivier Pantaloni gravissent la dernière marche qui mène à la Ligue 1 dans un stade comble (1-0, Nouri). Cette accession coïncide avec la saison la plus aboutie de l'histoire du club en termes de points (75) ou de matchs sans encaisser de but (23). La défense corse établit également un record en Ligue 2, avec seulement 19 buts encaissés. L'accession est validée dans une ferveur et un engouement rarement vu à Ajaccio jusqu'alors. D'autre part, l'ACA devient le premier club corse a accéder à la Ligue 1 une quatrième fois.
Le mercato acéiste débute avec les arrivées de joueurs expérimentés tel que Thomas Mangani, ayant déjà joué à l'ACA 15 ans auparavant, ou encore Romain Hamouma, 35 ans, qui quitte l'Association sportive de Saint-Étienne 10 ans après sa première saison avec les Verts.
Le 13 mai 2023, après la défaite contre le Paris SG (5-0), l’AC Ajaccio est officiellement relégué en Ligue 2, seulement un an après avoir retrouvé l’élite du football français.

### Retour en Ligue 2 (2023-2024)
Pour la saison 2023-2024, l'AC Ajaccio évolue en Ligue 2 et doit composer avec le départ de quelques grands noms de l’histoire du club acéiste. Mathieu Coutadeur, Benjamin Leroy ou encore Ismaël Diallo, qui comptabilisaient plus de 100 rencontres sous le maillot rouge et blanc, quittent le club.

### Rétrogradation administrative (depuis 2025)
Lors de la saison 2024-2025,l'AJA finit 12ème ce qui est suffisant pour se maintenir mais le mercredi 6 aout 2025,l'AC Ajaccio renonce à la Ligue 2 et est relégué administrativement en National par la DNCG.Il laisse donc sa place à l'Union sportive Boulogne Cote d'Opale.Les Ajacciens n'ont plus connu la troisième division depuis la saison 1997-1998. Le 13 août 2025, la commission fédérale de contrôle des clubs de la FFF a décidé d'exclure l'ACA des compétitions nationales.

## Identité du club

### Couleurs
Les différentes équipes de l'ACA arborent des maillots composés de blanc et de rouge. Le maillot traditionnel est composé de bandes rouges et blanches verticales.

### Logos

Avant 2015.
Depuis 2015.

Dans tout l’historique des logos Ajacciens, on remarque que la tête de maure est présente sur quasi la totalité de ceux-ci. L’Ours, emblème du club est également souvent présent. La Couronne Impériale, symbole de Napoléon Bonaparte mais surtout de la ville d’Ajaccio fait quant à elle son apparition en 2015.

## Résultats sportifs

### Palmarès
| Compétitions nationales | Compétitions régionales |
| --- | --- |
| Championnats - Championnat de France - Meilleure performance : 6e en 1971 - Championnat de France D2 (2) - Champion : 1967 et 2002 - Vice-champion : 2011 et 2022 - Championnat de France de National (D3) (1) - Champion : 1998 - Championnat de France de National 2 (D4) - Vainqueur de groupe : 1997 - Championnat de France de National 3 (D5) - Vainqueur de groupe : 1996 Coupes - Coupe de France - Meilleure performance : quart de finaliste en 1966 | Championnats - Championnat de Corse (9) - Champion : 1920, 1921, 1934, 1939, 1948, 1950, 1955, 1964 et 1994 Coupes - Coupe de Corse (4) - Vainqueur en 1934, 1950, 1955 et 1961 |

### Bilan par saison
| Saison    | Div.           | Class.   | Pts | M.J. | V. | N. | D. | bp. | bc. | db. | Entraineur                 | Meilleur buteur      | Moy. spec. | Coupe de France | Coupe de la Ligue |
| --------- | -------------- | -------- | --- | ---- | -- | -- | -- | --- | --- | --- | -------------------------- | -------------------- | ---------- | --------------- | ----------------- |
| 1947-1948 | DH-Corse       | 1er      | 36  | 14   | -  | -  | -  | -   | -   | -   |                            |                      |            | -               | -                 |
| 1948-1949 | DH-Corse       | 2e       | -   | -    | -  | -  | -  | -   | -   | -   |                            |                      |            | -               | -                 |
| 1949-1950 | DH-Corse       | 1er      | 43  | 16   | 13 | 1  | 2  | 63  | 20  | +43 |                            |                      |            | -               | -                 |
| 1950-1951 | DH-Corse       | 5e       | 32  | 16   | 8  | 0  | 8  | 36  | 22  | +14 |                            |                      |            | -               | -                 |
| 1951-1952 | DH-Corse       | 2e       | 38  | 16   | -  | -  | -  | -   | -   | -   |                            |                      |            | -               | -                 |
| 1952-1953 | DH-Corse       | 7e       | 28  | 15   | 5  | 3  | 7  | -   | -   | -   |                            |                      |            | -               | -                 |
| 1953-1954 | DH-Corse       | 4e       | 13  | 14   | 5  | 3  | 6  | 30  | 23  | +7  |                            |                      |            | -               | -                 |
| 1954-1955 | DH-Corse       | 1er      | 24  | 14   | 11 | 2  | 1  | 52  | 11  | +41 |                            |                      |            | -               | -                 |
| 1955-1956 | DH-Corse       | 3e       | 20  | 14   | 9  | 2  | 3  | 36  | 20  | +16 |                            |                      |            | -               | -                 |
| 1956-1957 | DH-Corse       | 2e       | 35  | 14   | -  | -  | -  | -   | -   | -   |                            |                      |            | -               | -                 |
| 1957-1958 | DH-Corse       | 6e       | 26  | 14   | 4  | 4  | 6  | 29  | 33  | -4  |                            |                      |            | -               | -                 |
| 1958-1959 | DH-Corse       | 5e       | 26  | 14   | 5  | 2  | 7  | 31  | 41  | -10 |                            |                      |            | -               | -                 |
| 1959-1960 | DH-Corse       | 2e       | 35  | 14   | 9  | 3  | 2  | 47  | 16  | +31 |                            |                      |            | -               | -                 |
| 1960-1961 | DH-Corse       | 2e       | 30  | 12   | 9  | 0  | 3  | 40  | 13  | +27 |                            |                      |            | -               | -                 |
| 1961-1962 | DH-Corse       | 3e       | 32  | 14   | 8  | 2  | 4  | 28  | 15  | +13 |                            |                      |            | -               | -                 |
| 1962-1963 | DH-Corse       | 2e       | 36  | 14   | 10 | 2  | 2  | 45  | 12  | +33 |                            |                      |            | -               | -                 |
| 1963-1964 | DH-Corse       | 1er      | 48  | 18   | 13 | 4  | 1  | 49  | 7   | +42 |                            |                      |            | -               | -                 |
| 1964-1965 | DH-Corse       | 3e       | 35  | 16   | 8  | 3  | 5  | 35  | 17  | +18 |                            |                      |            | -               | -                 |
| 1965-1966 | D2             | 15e      | 27  | 36   | 8  | 11 | 17 | 45  | 65  | -20 |                            |                      |            | 1-4 f.          | -                 |
| 1966-1967 | D2             | 1er      | 46  | 34   | 18 | 10 | 6  | 52  | 26  | +26 |                            |                      |            | 1-16 f.         | -                 |
| 1967-1968 | D1             | 9e       | 39  | 38   | 16 | 7  | 15 | 59  | 26  | +33 |                            |                      |            | 1-16 f.         | -                 |
| 1968-1969 | D1             | 16e      | 28  | 34   | 10 | 8  | 16 | 36  | 53  | -17 |                            |                      |            | 1-32 f.         | -                 |
| 1969-1970 | D1             | 16e      | 26  | 34   | 11 | 4  | 19 | 34  | 51  | -17 |                            |                      |            | 1-32 f.         | -                 |
| 1970-1971 | D1             | 6e       | 40  | 38   | 16 | 8  | 14 | 54  | 52  | +2  |                            |                      |            | 1-32 f.         | -                 |
| 1971-1972 | D1             | 13e      | 33  | 38   | 12 | 9  | 17 | 49  | 53  | -4  |                            |                      |            | 1-8 f.          | -                 |
| 1972-1973 | D1             | 20e      | 23  | 38   | 7  | 9  | 22 | 40  | 89  | -49 |                            |                      |            | 1-16 f.         | -                 |
| 1973-1974 | D2-Gr.B        | 7e       | 39  | 34   | 12 | 9  | 13 | 46  | 44  | +2  |                            |                      |            | 1-8 f.          | -                 |
| 1974-1975 | D2-Gr.B        | 18e      | 0   | 0    | 0  | 0  | 0  | 0   | 0   | 0   |                            |                      |            | 0               | 0                 |
| 1975-1976 | DH-Corse       | 9e       | 41  | 22   | 7  | 5  | 10 | 22  | 32  | -10 |                            |                      |            | tour prelim.    | -                 |
| 1976-1977 | DH-Corse       | 6e       | 44  | 22   | 8  | 7  | 7  | 22  | 19  | +3  |                            |                      |            | tour prelim.    | -                 |
| 1977-1978 | DH-Corse       | 4e       | 51  | 22   | 11 | 7  | 4  | 36  | 17  | +19 |                            |                      |            | 4e tour         | -                 |
| 1978-1979 | DH-Corse       | 8e       | 33  | 18   | 6  | 3  | 9  | 25  | 36  | -11 |                            |                      |            | tour prelim.    | -                 |
| 1979-1980 | DH-Corse       | 11e      | 38  | 22   | 6  | 4  | 12 | 21  | 41  | -20 |                            |                      |            | tour prelim.    | -                 |
| 1980-1981 | PH-Corse       | -        | -   | -    | -  | -  | -  | -   | -   | -   |                            |                      |            | -               | -                 |
| 1981-1982 | PH-Corse       | -        | -   | -    | -  | -  | -  | -   | -   | -   |                            |                      |            | -               | -                 |
| 1982-1983 | PH-Corse       | -        | -   | -    | -  | -  | -  | -   | -   | -   |                            |                      |            | -               | -                 |
| 1983-1984 | PH-Corse       | -        | -   | -    | -  | -  | -  | -   | -   | -   |                            |                      |            | -               | -                 |
| 1984-1985 | PH-Corse       | -        | -   | -    | -  | -  | -  | -   | -   | -   |                            |                      |            | -               | -                 |
| 1985-1986 | PH-Corse       | -        | -   | -    | -  | -  | -  | -   | -   | -   |                            |                      |            | -               | -                 |
| 1986-1987 | PH-Corse       | -        | -   | -    | -  | -  | -  | -   | -   | -   |                            |                      |            | -               | -                 |
| 1987-1988 | PH-Corse       | -        | -   | -    | -  | -  | -  | -   | -   | -   |                            |                      |            | -               | -                 |
| 1988-1989 | PH-Corse       | 1er      | -   | -    | -  | -  | -  | -   | -   | -   |                            |                      |            | -               | -                 |
| 1989-1990 | DH-Corse       | -        | -   | -    | -  | -  | -  | -   | -   | -   |                            |                      |            | -               | -                 |
| 1990-1991 | PH-Corse       | -        | -   | -    | -  | -  | -  | -   | -   | -   |                            |                      |            | -               | -                 |
| 1991-1992 | PH-Corse       | -        | 36  | 14   | -  | -  | -  | -   | -   | -   |                            |                      |            | -               | -                 |
| 1992-1993 | PH-Corse       | 1er      | -   | -    | -  | -  | -  | -   | -   | -   |                            |                      |            | -               | -                 |
| 1993-1994 | DH-Corse       | 1er      | 56  | 22   | 15 | 4  | 3  | 50  | 15  | +35 |                            |                      |            | -               | -                 |
| 1994-1995 | National3-Gr.H | 7e       | 26  | 26   | 8  | 10 | 8  | 32  | 35  | -3  |                            |                      |            | tour prelim.    | -                 |
| 1995-1996 | National3-Gr.F | 1er      | 53  | 26   | 17 | 2  | 7  | 55  | 24  | +31 |                            |                      |            | 6e tour         | -                 |
| 1996-1997 | National2-Gr.B | 1er      | 72  | 34   | 21 | 9  | 4  | 68  | 32  | +36 |                            |                      |            | tour prelim.    | -                 |
| 1997-1998 | National       | 1er      | 77  | 34   | 23 | 8  | 3  | 64  | 32  | +32 |                            |                      |            | 5e tour         | -                 |
| 1998-1999 | D2             | 9e       | 51  | 38   | 13 | 12 | 13 | 49  | 56  | -7  | Gentili                    | Faderne-Pršo (13)    | 1 170      | 7e tour         | 1er tour          |
| 1999-2000 | D2             | 7e       | 53  | 38   | 15 | 8  | 15 | 37  | 41  | -4  | Gentili                    | Faderne (15)         | 1 393      | 8e tour         | 1er tour          |
| 2000-2001 | D2             | 12e      | 46  | 38   | 12 | 10 | 16 | 32  | 40  | -8  | Gentili                    | Savidan (4)          | 1 237      | 1-32 f.         | 1-16 f.           |
| 2001-2002 | D2             | Champion | 72  | 38   | 20 | 12 | 6  | 47  | 25  | +22 | Courbis                    | Bécas-Darbelet (8)   | 2 642      | 1-16 f.         | 1er tour          |
| 2002-2003 | L1             | 17e      | 39  | 38   | 9  | 12 | 17 | 29  | 49  | -20 | Bijotat-Courbis            | Rodriguez (6)        | 4 831      | 1-16 f.         | 1-16 f.           |
| 2003-2004 | L1             | 15e      | 40  | 38   | 10 | 10 | 18 | 33  | 55  | -22 | Bijotat                    | Diomède-Bagayoko (7) | 3 413      | 1-32 f.         | 1-16 f.           |
| 2004-2005 | L1             | 14e      | 45  | 38   | 10 | 15 | 13 | 36  | 40  | -4  | Bijotat-Pantaloni-Courbis  | Lucas (11)           | 3 047      | 1-16 f.         | 1-16 f.           |
| 2005-2006 | L1             | 18e      | 33  | 38   | 8  | 9  | 21 | 27  | 53  | -26 | Courbis-Pasqualetti        | N'Diaye-Lucas (5)    | 3 415      | 1-16 f.         | 1-4 f.            |
| 2006-2007 | L2             | 12e      | 47  | 38   | 12 | 11 | 15 | 44  | 50  | -6  | Krol                       | Mandrichi (14)       | 2 265      | 8e tour         | 2e tour           |
| 2007-2008 | L2             | 9e       | 54  | 38   | 14 | 12 | 12 | 37  | 41  | -4  | Rohr                       | Marcos-Mandrichi (9) | 2 219      | 8e tour         | 2e tour           |
| 2008-2009 | L2             | 16e      | 44  | 38   | 11 | 11 | 16 | 44  | 56  | -12 | Rohr-Pasqualetti-Pantaloni | Diabaté (14)         | 2 282      | 1-8 f.          | 2e tour           |
| 2009-2010 | L2             | 13e      | 48  | 38   | 13 | 9  | 16 | 41  | 42  | -1  | Pantaloni                  | Kinkela (9)          | 2 235      | 1-16 f.         | 2e tour           |
| 2010-2011 | L2             | 2e       | 64  | 38   | 17 | 13 | 8  | 45  | 37  | +8  | Pantaloni                  | Rivière-Socrier (12) | 3 422      | 8e tour         | 1-8 f.            |
| 2011-2012 | L1             | 16e      | 41  | 38   | 9  | 14 | 15 | 40  | 61  | -21 | Pantaloni                  | Ilan (6)             | 6 338      | 1-16 f.         | 1-16 f.           |
| 2012-2013 | L1             | 17e      | 40  | 38   | 9  | 15 | 14 | 39  | 51  | -12 | Dupont, Emon               | Mutu (11)            | 6 801      | 1-32 f.         | 1-16 f.           |
| 2013-2014 | L1             | 20e      | 23  | 38   | 4  | 11 | 23 | 37  | 72  | -35 | Ravanelli, Bracconi        | Tallo (8)            | 6 297      | 1-16 f.         | 1-16 f.           |
| 2014-2015 | L2             | 17e      | 41  | 38   | 9  | 14 | 15 | 32  | 42  | -10 | Pantaloni                  | Fauvergue (12)       | 4 182      | 1-32 f.         | 1-8 f.            |
| 2015-2016 | L2             | 17e      | 42  | 38   | 9  | 15 | 14 | 34  | 42  | -8  | Pantaloni                  | Toudic (8)           | 3 322      | 1-16 f.         | 2e tour           |
| 2016-2017 | L2             | 11e      | 48  | 38   | 13 | 9  | 16 | 47  | 58  | -11 | Pantaloni                  | Nouri (11)           | 2 744      | 1-32 f.         | 1er tour          |
| 2017-2018 | L2             | 3e       | 68  | 38   | 20 | 8  | 10 | 62  | 43  | +19 | Pantaloni                  | Gimbert-Nouri (13)   | 3 421      | 8e tour         | 1er tour          |
| 2018-2019 | L2             | 17e      | 40  | 38   | 9  | 13 | 16 | 29  | 45  | -16 | Pantaloni                  | Nouri (6)            | 2 569      | 7e tour         | 2e tour           |
| 2019-2020 | L2             | 3e       | 52  | 28   | 15 | 7  | 6  | 38  | 22  | +16 | Pantaloni                  | Courtet (10)         | 3 031      | 7e tour         | 2e tour           |
| 2020-2021 | L2             | 13e      | 46  | 38   | 11 | 12 | 14 | 34  | 43  | +9  | Pantaloni                  | Moussiti-Oko (8)     | 2 168      | 1-32f.          |                   |
| 2021-2022 | L2             | 2e       | 75  | 38   | 22 | 9  | 7  | 39  | 19  | +20 | Pantaloni                  | Nouri (9)            | 3 453      | 7e tour         |                   |
| 2022-2023 | L1             |          |     |      |    |    |    |     |     |     | Pantaloni                  |                      |            | 1-16f.          |                   |

## Personnalités

### Présidents
Les différents tableaux ci-dessous établissent la liste des différents présidents de l'ACA depuis la création du club.
| Nom                  | Période |
| -------------------- | ------- |
| Jean Ferracci        |         |
| Antoine Biggi        |         |
| Henri Maillot        |         |
| Ignace Morelli       |         |
| Henri Omessa         |         |
| Louis Baretti        |         |
| Jean-Baptiste Antoni |         |
| Louis Baretti        |         |
| Charles Pietri       |         |
| Marcel Levie         |         |
| Jean Omessa          |         |
| Jean Lluis           |         |
| Louis Lamonica       |         |
| Marc Marcangeli      |         |

| Nom                    | Période            |
| ---------------------- | ------------------ |
| Toussaint Vincileone   |                    |
| Ange Torre             |                    |
| Antoine Knezevic       |                    |
| Jean Pianelli          |                    |
| Jean-Michel Stefanaggi |                    |
| Antoine Antona         | 1992-1995          |
| Michel Moretti         | 1995-2008          |
| Jacques Peretti        | avril-juillet 2008 |
| Alain Orsoni           | 2008-2015          |
| Léon Luciani           | 2015-2019          |
| Christian Leca         | 2019-2022          |
| Alain Orsoni           | 2022-2023          |
| Daniele Bufano         | 2023-2024          |

### Entraîneurs
Les différents tableaux ci-dessous établissent la liste des différents entraineurs passés sous les couleurs de l'ACA depuis la création du club.
| Nom                 | Période     |
| ------------------- | ----------- |
| Jean Pietri         | - 1955      |
| Félix Pironti       | 1955 - 1957 |
| Michel Brusseaux    | 1957 - 1958 |
| Jean Laune          | 1958 - 1959 |
| Jean-Pierre Knayer  | 1959 - 1963 |
| Abderrahmane Azzouz | 1963 - 1964 |
| Ernst Stojaspal     | 1962 - 1963 |
| Alberto Muro        | 1965 - 1970 |
| Louis Hon           | 1970 - 1971 |
| Antoine Cuissard    | 1971 - 1972 |
| André Mori          | 1972 - 1973 |
| Louis Hon           | 1973 - 1974 |
| Lulu Accorsi        | 1974 - 1975 |
| Alain Mistre        | 1975 - 1976 |

| Nom               | Période               |
| ----------------- | --------------------- |
| François Paoli    | 1976 - 1978           |
| Mohammed Azzouz   | 1978 - 1979           |
| Baptiste Gentili  | 1992 - 2001           |
| Rolland Courbis   | 2001 - 2003           |
| Dominique Bijotat | 2003 - 2004           |
| Olivier Pantaloni | 2004                  |
| Rolland Courbis   | oct. 2004 - jan. 2006 |
| José Pasqualetti  | jan. 2006 - 2006      |
| Ruud Krol         | 2006 - mai 2007       |
| Gernot Rohr       | 2007 - aoû. 2008      |
| José Pasqualetti  | aoû. 2008 - fév. 2009 |
| Olivier Pantaloni | fév. 2009 - jui. 2012 |
| Alex Dupont       | jui. 2012 - déc. 2012 |
| Albert Emon       | déc. 2012 - jui. 2013 |

| Nom                | Période                |
| ------------------ | ---------------------- |
| Fabrizio Ravanelli | jui. 2013 - nov. 2013  |
| Christian Bracconi | nov. 2013 - oct. 2014  |
| Thierry Debès      | oct. 2014 - nov. 2014  |
| Olivier Pantaloni  | nov. 2014 - juin 2024  |
| Mathieu Chabert    | juil. 2024 - jan. 2025 |
| Thierry Debès      | jan. 2025 -            |

### Joueurs
| Rang | Nom                | Buts | Matchs | Carrière au club                    |
| ---- | ------------------ | ---- | ------ | ----------------------------------- |
| 1    | François M'Pelé    | 71   | 149    | 1969 - 1973                         |
| 2    | Etienne Sansonetti | 60   | 142    | 1967 - 1969 1970 - 1972 1976 - 1977 |
| 3    | Riad Nouri         | 58   | 221    | 2015 - 2019 2020 -                  |
| 4    | David Faderne      | 40   | 100    | 1996 - 2000 2002                    |
| 5    | Johan Cavalli      | 32   | 285    | 2010 - 2020                         |

| Rang | Nom            | Matchs | Carrière au club        |
| ---- | -------------- | ------ | ----------------------- |
| 1    | Johan Cavalli  | 285    | 2010 - 2020             |
| 2    | Riad Nouri     | 277    | 2015 - 2019 2020 - 2024 |
| 3    | Martial Robin  | 221    | 1999 - 2006             |
| 4    | Xavier Collin  | 218    | 2000 - 2008             |
| 5    | Carl Medjani   | 206    | 2007 - 2013             |
| 5    | Benjamin André | 206    | 2008 - 2014             |

Au cours de son histoire, le club acéiste a compté dans ses rangs plusieurs joueurs qui ont marqué de leur empreinte l'histoire de l'ACA.
Le milieu corse Johan Cavalli est le joueur le plus capé sous le maillot ajaccien avec 251 apparitions suivi de près par Martial Robin avec 221 apparitions.
Au rayon des meilleurs buteurs, c'est l'attaquant international congolais François M'Pelé qui occupe la première place avec 71 réalisations, suivi de l'attaquant français Etienne Sansonetti auteur de 60 réalisations.

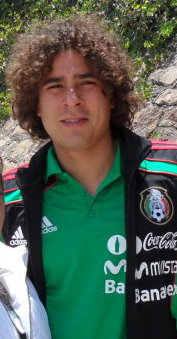
Le Mexicain Guillermo Ochoa a joué durant trois saisons à l'ACA.

Lors de la saison 1967-1968, le club corse lance dans le bain de la Division 1 le jeune gardien Dominique Baratelli qui demeurera au club jusqu'en 1972 avant de signer avec l'OGC Nice. Le club corse recrute durant l'été 1967 l'attaquant marseillais Étienne Sansonetti après une saison accomplie du côté du rival corse du SC Bastia alors en Division 2. En 1969, Marius Trésor commence sa carrière de défenseur en Ligue 1 avec l'ACA grâce à son entraineur Louis Hon. Il y restera durant quatre saisons avant de rejoindre l'Olympique de Marseille en 1972. C'est également durant la même saison que l'attaquant international congolais François M'Pelé a débuté sous les couleurs ajacciennes. Il est actuellement le meilleur buteur dans l'histoire de l'AC Ajaccio avec 71 réalisations inscrites en 5 saisons de Division 1.
Au début des années 2000, l'attaquant international croate Dado Prso est prêté à l'ACA par l'AS Monaco afin de franchir un nouveau palier. En deux saisons (1997-1999), il inscrit pas moins de 21 buts en 53 matches permettant ainsi à son club de monter en deuxième division en 1999. Ajaccio fait débuter le défenseur international français Sébastien Squillaci qui est prêté durant deux saisons par l'AS Monaco. En 2002, il permet au club d'accéder à la Ligue 1 et de remporter au passage le titre de champion de France de L2.
L'équipe ajaccienne de la saison 2004-2005 réalise le meilleur classement en Ligue 1 de l'histoire de l'ACA en terminant le championnat à la quatorzième place. Le club dirigé à l'époque par Rolland Courbis s'appuie sur un groupe constitué d'anciens internationaux tels que le portier Stéphane Porato, le Serbe Nenad Dzodic ou encore l'Algérien Djamel Abdoun. Le club corse compte également une colonie brésilienne constitué de cinq joueurs dont le milieu Marcelinho Carioca, André Luiz Moreira, Rodrigo, Edson De Faria ou encore l'attaquant Lucas Pereira qui termine meilleur buteur du club avec onze réalisations.
Le défenseur international algérien Carl Medjani a joué au club durant six saisons entre 2007 et 2013 devant par l'occasion capitaine de la formation insulaire. En 2011, le club corse à la recherche du successeur de Thierry Debès parvient à arracher la signature du portier international mexicain, Guillermo Ochoa en provenance de l'America Mexico. Guillermo jouera durant trois saisons à l'ACA en Ligue 1 mais ne parviendra pas à maintenir le club lors de sa troisième saison. Il quitte Ajaccio alors relégué en Ligue 2 et signe à Malaga. L'ACA recrute durant l'été 2012 un grand nom du football, l'attaquant international roumain passé par Chelsea, la Fiorentina, Adrian Mutu, qui en l'espace d'une saison et demi inscrira un total de 11 buts.
Au bout de la saison de Ligue 2 2019-2020 le capitaine emblématique du club, Johan Cavalli prend sa retraite. Il est aujourd’hui le joueur le plus capé de l’histoire du club. Riad Nouri, troisième meilleur buteur de l’histoire du club et arrivé à l’ACA en 2014 joue encore à l’ACA aujourd’hui. Lors du mercato pour la saison de Ligue 1 2022-2023 Thomas Mangani fait son retour à l’ACA, 14 ans après avoir quitté le club ; il était prêté en provenance de l’AS Monaco lors de la saison 2007-2008.

## Effectif professionnel actuel
Le premier tableau liste l'effectif professionnel de l'AC Ajaccio pour la saison 2024-2025. Le second recense les prêts effectués par le club lors de cette même saison.
En grisé, les sélections de joueurs internationaux chez les jeunes mais n'ayant jamais été appelés aux échelons supérieurs une fois l'âge-limite dépassé ou les joueurs ayant pris leur retraite internationale.

## Structures

### Stades

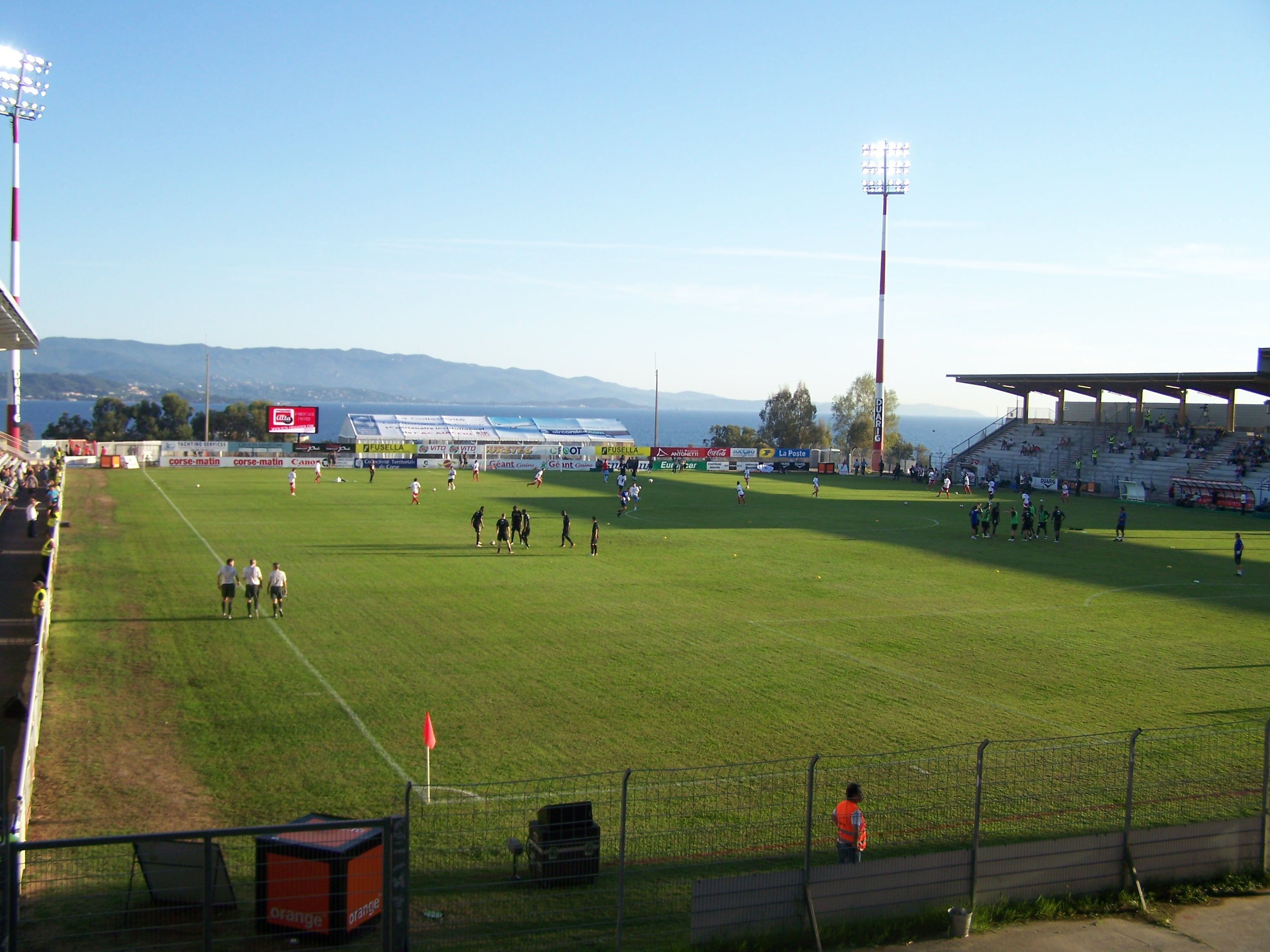
L'ACA est propriétaire du stade Michel-Moretti.

L'Athletic Club Ajaccio est résident et propriétaire du stade Michel-Moretti, anciennement stade François-Coty, dont la capacité est de 10 660 places. Inauguré le 1er décembre 1968, il bénéficie d'une vue imprenable sur la mer Méditerranée.
L'enceinte compte actuellement 4 tribunes : 
- Tribune Nord, située derrière les buts côté falaise, appelée "Antoine Faedda".
- Tribune Est, fin de rénovation en 2011, appelée "Jean-Baptiste Poli".
- Tribune Ouest, appelée tribune Honneur.
- Tribune Sud, située derrière le but côté mer, est une tribune tubulaire construite lors de l'été 2012.

Le centre d'entrainement de l'équipe professionnelle se situe sur les terrains annexes du stade Michel-Moretti. Il se compose de deux terrains en herbe ainsi que d'un terrain stabilisé.
L'AC Ajaccio a depuis le début des années 2010 un véritable centre de formation agréé par la fédération française de football. Il a été dirigé par l'ancien joueur et formateur bastiais Christian Bracconi, puis par Sébastien Bannier.
Il se situe au CREPS d'Ajaccio. Le centre bénéficie de bonnes infrastructures d'une école privée reconnue par l'éducation nationale, d'une salle de musculation, et d'un terrain synthétique. Benjamin André, Andy Delort, Jean-Baptiste Pierazzi, Mohamed Mady Camara, Pape Abou Cissé, Vincent Marchetti ou les frères Matteo Tramoni et Lisandru Tramoni ont notamment été formés à l'AC Ajaccio.
De nouveaux travaux au stade sont entamés lors de l'été 2022, avant les premiers matchs du Championnat de France de football 2022-2023 permettant la création d’une Bodega en Tribune Honneur et des rénovations dans les loges et au niveau du parking aux alentours du stade.

### Aspects économiques
Chaque saison, l'AC Ajaccio publie son budget prévisionnel de fonctionnement après validation auprès de la DNCG, l'instance qui assure le contrôle administratif, juridique et financier des associations et sociétés sportives de football afin d'en garantir la pérennité. Des années 2011 à 2019 le club subira de très nombreuses rétrogradations administratives en National avant d'être sauvé à chaque fois en appel. Le budget prévisionnel d'un club s'établit en amont de l'exercice à venir et correspond à une estimation de l'ensemble des recettes et des dépenses prévues par l'entité. Le tableau ci-dessous résume les différents budgets prévisionnels du club ajaccien saison après saison.
| Saison | 2008-2009 | 2009-2010 | 2010-2011 | 2011-2012 | 2012-2013 | 2013-2014 | 2014-2015 |
| Budget | 7 M€      | 6,8 M€    | 7,5 M€    | 16 M€     | 21 M€     | 22 M€     | 11 M€     |
| Saison | 2015-2016 | 2016-2017 | 2017-2018 | 2018-2019 | 2019-2020 | 2020-2021 | 2023-2024 |
| Budget | 9 M€      | 9 M€      | 10,7 M€   | 10,5 M€   | 10,5 M€   | 10 M€     | 12 M€     |

## Soutien et image

### Supporters
Ses supporters sont principalement concentrés dans la région ajaccienne. Cependant, la popularité du club ne cesse de grandir au fil des années. Depuis 2002, le principal club de supporters est l’Orsi Ribelli (Les Ours Rebelles), réalisant un travail stupéfiant. Le groupe a réalisé de nombreux tifos. Toutefois, en décembre 2016, à la suite de débordements lors du match contre le Gazélec Ajaccio au stade Ange Casanova, la direction du club décide d'exclure ce groupe. Ce groupe est revenu sans nom, quelques mois plus tard avant de réapparaître sous leur véritable identité.
Il y a aussi le groupe de supporters, I Sanguinari, qui se rendent à chaque match à l’extérieur du club depuis de nombreuses années.
Plus globalement depuis le début des années 2000, la popularité du club ne cesse de croître. L'AC Ajaccio a compté plus de 5 000 abonnés lors de la saison 2013-2014, avec une moyenne de plus de 7 000 spectateurs, soit deux fois plus que pour son homologue du GFC Ajaccio lors de la saison 2015-2016, alors en Ligue 1. Lors des saisons suivantes de Ligue 2, l'ACA oscillera aux alentours des 4 000 supporters. À noter que l'affluence du club n'est pas très importante dû au fait que Ajaccio est une ville de moins de 70 000 habitants séparé en deux clubs rivaux. Lors de la saison du Championnat de France de football 2022-2023 l'affluence moyenne à François-Coty se place au-dessus des 8 000 supporters et 6 000 abonnés environ.
Les matchs en Corse sont souvent considérés comme un peu plus sous tension que dans d’autres stades. Quelques incidents ont eu lieu, notamment contre Le Havre en 2018 ou encore contre Lyon ou Strasbourg lors de la saison 2022-2023 de Ligue 1. Le club faisant souvent, parfois injustement, la une des journaux nationaux pour de mauvaises raisons. L’ACA est soutenu par quelque milliers de fanatiques contribuant à une atmosphère intimidante malgré leur affluence.

### Rivalités

#### Avec le Gazélec Ajaccio
Les premiers derbies d'Ajaccio se font en DH Corse, en 1959-1960 et 1960-1961,. Les deux clubs sont alors accompagnés par le FC Ajaccio, qui fusionne avec le GFCO en 1960 sous l'impulsion du président Ange Casanova, et par l'Olympique d'Ajaccio.
En 1967-1968, en Coupe de France, les deux clubs se rencontrent en seizièmes de finale au stade Vélodrome de Marseille. Devant 17 000 spectateurs, dont une majorité de supporters corse, on assiste à un match nul deux buts partout à l'issue de la prolongation. Le match retour se jouera à Paris au Parc des Princes et voit le Gazélec battre l'ACA grâce à Marc Kanyan Case au terme d'un raid solitaire.
Les deux clubs se recroisent en National pour la saison 1997-1998. Au match aller, l'ACA, qui finira champion, fait match nul, un but partout, chez son voisin avant de remporter le match retour trois buts à zéro.
Lors de la saison 2014-2015, le Gazélec Ajaccio et l'AC Ajaccio s'affronteront dans le cadre des matchs du championnat de Ligue 2 le 15 août 2014 au stade Ange Casanova et le 23 janvier 2015 au stade François-Coty. C'est à nouveau le cas lors des saisons 2016-2017 et 2017-2018 de Ligue 2.

#### Avec le SC Bastia
Avec le Sporting club de Bastia, les derby entre les deux clubs sont souvent électriques. Si les Ajacciens ont plutôt dominé les derbys dans les années 60 et 70, la tendance s'est inversée dans les années 2010-2020, bien que l'ACA ait obtenu de meilleurs résultats sportifs ces 20 dernières années. Le derby entre le Sporting Club bastiais et l'ACA est considére comme le plus attendu et important de Corse.

## Autres sections

### Futsal
Actualités
Dernière mise à jour : 27 août 2023.
En 2017, l'ACA créée sa section futsal placée sous la direction de Mickaël Torre, en absorbant le Futsal Club Pays Ajaccien. En fin de saison 2018-2019, l'équipe entraînée par Mickaël Torre est championne de Corse Régional 2.
Malgré la saison 2019-2020 stoppée à cause de la pandémie de Covid-19 en France, l'ACA est sélectionné en tant que premier de Régional 1 d'une des quatre Ligues régionales avec les meilleurs résultats statistiques en futsal. L'équipe est promue en Division 2 nationale pour la saison 2020-2021 et l'ACA devient le premier club professionnel de football accédant au niveau national du futsal français.
Au terme de l’exercice 2022-2023 de D2, l'ACA termine deuxième de la poule B, à égalité de point avec le premier, GOAL FC, mais séparé à la différence de buts particulière. Dans un premier temps, la montée échappe donc de peu aux hommes emmenés par Adrien de Pietro. Mais à la suite de l'arrêt du Mouvaux Lille MF et son retrait de Division 1, l'ACA est repêchée pour être promue dans l'élite de la discipline en tant que meilleur deuxième de D2,. Le club corse devance en effet Lille Métropole, deuxième du groupe A, au mini-championnat avec les cinq équipes qui le suivent (28 points contre 23). L'AC Ajaccio devient le premier club de football professionnel à hisser une équipe en première division de futsal.
| Saison après saison de la section futsal | Saison après saison de la section futsal | Saison après saison de la section futsal | Saison après saison de la section futsal | Saison après saison de la section futsal | Saison après saison de la section futsal | Saison après saison de la section futsal | Saison après saison de la section futsal | Saison après saison de la section futsal | Saison après saison de la section futsal | Saison après saison de la section futsal | Saison après saison de la section futsal |
| Saison                                   | Division                                 | Place                                    | Pts                                      | J                                        | G                                        | N                                        | P                                        | Bp                                       | Bc                                       | Diff                                     | Coupe de France                          |
| ---------------------------------------- | ---------------------------------------- | ---------------------------------------- | ---------------------------------------- | ---------------------------------------- | ---------------------------------------- | ---------------------------------------- | ---------------------------------------- | ---------------------------------------- | ---------------------------------------- | ---------------------------------------- | ---------------------------------------- |
| 2017-2018                                | ?                                        | ?                                        |                                          |                                          |                                          |                                          |                                          |                                          |                                          |                                          | phase régionale                          |
| 2018-2019                                | Régional 2                               | 1er                                      |                                          |                                          |                                          |                                          |                                          |                                          |                                          |                                          | phase régionale                          |
| 2019-2020                                | Régional 1                               | 1er                                      |                                          |                                          |                                          |                                          |                                          |                                          |                                          |                                          | phase régionale                          |
| 2020-2021                                | Division 2 - grp. B                      | non jouée                                | non jouée                                | non jouée                                | non jouée                                | non jouée                                | non jouée                                | non jouée                                | non jouée                                | non jouée                                | non jouée                                |
| 2021-2022                                | Division 2 - grp. B                      | 3e/10                                    | 27                                       | 18                                       | 8                                        | 3                                        | 7                                        | 54                                       | 42                                       | +12                                      | 8e de finale                             |
| 2022-2023                                | Division 2 - grp. B                      | 2e/9                                     | 42                                       | 16                                       | 14                                       | 0                                        | 2                                        | 80                                       | 38                                       | +42                                      | 32e de finale                            |
| 2023-2024                                | Division 1                               |                                          |                                          |                                          |                                          |                                          |                                          |                                          |                                          |                                          |                                          |

### Tennis-ballon
L'ACA possède aussi une équipe tennis-ballon aussi appelée futnet.